# Gipsz
A gipsz a víztartalmú szulfátásványok csoportjába tartozó ásványfaj, a kalcium-szulfát dihidrátja (CaSO4·2H2O).

## Megjelenési formái, genetikája
Kristályai többnyire táblásak, prizmásak, tű alakúak. Gyakran ikresedik, többnyire fecskefark alakú ikreket képez. Szemcsés-kristályos tömeges változata az alabástrom, a finom rostos gipszet szelenitnek vagy szaténpátnak nevezik .
A gipsz elsősorban mint tengervízből kivált sóanyag kőzetalkotó ásvány. A betöményülő tengervíz elsőként kicsapódó terméke. 25 °C-nál melegebb tengervízből azonban gipsz helyett anhidrit válik ki. Másodlagosan mindenhol képződik, ahol szulfidásványok oxidálódnak és kalcium is jelen van a környezetben: például Gánton (Vértes) a bauxit pirites fedőagyagában, illetve a budai Kiscelli Agyag Formációban víztiszta, deciméteres nagyságú gipszkristályok, kristályaggregátumok találhatók.
Nagy tömegben s gyakorlatilag vegytisztán keletkezik a füstgázok kén-dioxid tartalmának nedves mészköves technológia alkalmazásával való csökkentése során, amit ipari méretekben ún. kéntelenítő berendezés alkalmazásával végeznek. A technológia részletesebb és közérthető leírása a Mátrai Erőmű honlapján található.

## Felhasználása
Finom szemcséjű, áttetsző változatát, az alabástromot dísztárgyak, szobrok készítésére használják, a tömeges gipszkőzetet mint égetett gipsz alkalmazzák.
Az építőipari termékek között például gipszstukkók (díszítés), gipszkarton (szerelt válaszfalak, tűzvédelmi burkolatok, egyes álmennyezetek elemei, szárazpadlók) alapanyagaként használják fel.

## Rokon ásványfajok
- anhidrit

## Neve
A gipsz szó a latin gypsus-on keresztül a görög γύψος (»gypsos«, gipsz, kréta) szóból származik, a görögök pedig a sémi nyelvi környezetből vették át. További ókori eredetű megnevezések még a gipszre: szelenit (holdkő), alabástrom és lapis specularis (tükörkő).

## Érdekességek
A 2017-es és 2022-es év ásványának jelöltje is volt, előbbi esetben a kvarc és a malachit-azurit páros mellett, míg az utóbbi esetben a magnetit és a kaolinit mellett. 2017-ben a kvarc került ki győztesen, a 2022-es évre pedig a magnetitet választották.